# Décès en janvier 1885
Décès
- 1881
- 1882
- 1883
- 1884
- 1885
- 1886
- 1887
- 1888
- 1889

Pour une information complémentaire, voir la page d'aide.

| Date        | Nom                                               | Pays                          | Activités                                             | Âge   | Source |
| ----------- | ------------------------------------------------- | ----------------------------- | ----------------------------------------------------- | ----- | ------ |
| 1er janvier | James Trimble                                     | Drapeau du Canada             | Homme politique canadien.                             | 67    |        |
| 2 janvier   | Frédéric Baudry                                   | Drapeau de la France          | Philologue et bibliothécaire français.                | 66    |        |
| 2 janvier   | Arnold Mortier                                    | Drapeau de la France          | Librettiste français.                                 | 41    |        |
| 3 janvier   | Ludwig Bohnstedt                                  | Drapeau de l'Allemagne        | Architecte allemand.                                  | 62    |        |
| 4 janvier   | Alphonse Bausback                                 | Drapeau de la France          | Sculpteur français.                                   | 25    |        |
| 4 janvier   | Victor Dessaignes                                 | Drapeau de la France          | Chimiste français.                                    | 84    |        |
| 4 janvier   | Iossif Kotek                                      | Drapeau de l'Empire russe     | Violoniste russe.                                     | 29    |        |
| 5 janvier   | Adolphe von Auersperg                             | Drapeau de l'Autriche-Hongrie | Homme politique autrichien.                           | 63    |        |
| 5 janvier   | John Jackson                                      | Drapeau du Royaume-Uni        | Ecclésiastique britannique.                           | 74    |        |
| 6 janvier   | Akizuki Noborinosuke                              | Drapeau du Japon              | Samouraï japonais.                                    | 42/43 |        |
| 6 janvier   | Peter Christen Asbjørnsen                         | Drapeau de la Norvège         | Écrivain et naturaliste norvégien.                    | 72    |        |
| 6 janvier   | Christophe Bertholon                              | Drapeau de la France          | Homme politique français.                             | 76    |        |
| 6 janvier   | Amable-Emmanuel Troude                            | Drapeau de la France          | Militaire et lexicographe français.                   | 81    |        |
| 7 janvier   | François Frichon Duvignaud de Vorys               | Drapeau de la France          | Homme politique français.                             | 84    |        |
| 9 janvier   | Joseph Antoine Sosthènes d'Armand de Chateauvieux | Drapeau de la France          | Ingénieur français.                                   | 80    |        |
| 9 janvier   | Théodore Denat                                    | Drapeau de la France          | Homme politique français.                             | 81    |        |
| 9 janvier   | Charles Joly-Leterme                              | Drapeau de la France          | Architecte français.                                  | 79    |        |
| 9 janvier   | Joseph O'Kelly                                    | Drapeau du Royaume-Uni        | Compositeur britannique.                              | 56    |        |
| 9 janvier   | Samuel Friedrich Nathaniel Stein                  | Drapeau de l'Allemagne        | Entomologiste allemand.                               | 66    |        |
| 10 janvier  | Guillaume Comoy                                   | Drapeau de la France          | Ingénieur français.                                   | 81    |        |
| 11 janvier  | Rodolphe Bresdin                                  | Drapeau de la France          | Dessinateur et graveur français.                      | 62    |        |
| 11 janvier  | Henry L. Eustis                                   | Drapeau des États-Unis        | Général américaine.                                   | 65    |        |
| 11 janvier  | Agénor de Gramont d'Aster                         | Drapeau de la France          | Homme politique et diplomate français.                | 70    |        |
| 11 janvier  | Anne Marie Janer i Anglarill                      | Drapeau de l'Espagne          | Religieuse espagnole.                                 | 84    |        |
| 11 janvier  | Helga de la Brache                                | Drapeau de la Suède           | Escroc suédoise.                                      | 67    |        |
| 11 janvier  | Salvatore Lo Forte                                | Drapeau de l'Italie           | Peintre italien.                                      | 80    |        |
| 11 janvier  | Clarina I. H. Nichols                             | Drapeau des États-Unis        | Journaliste et féministe américaine.                  | 74    |        |
| 11 janvier  | Mariano Ospina Rodríguez                          | Drapeau de la Colombie        | Premier président de la Confédération grenadine.      | 79    |        |
| 11 janvier  | Amable Tastu                                      | Drapeau de la France          | Femme de lettres, poétesse et librettiste française.  | 89    |        |
| 11 janvier  | Santo Varni                                       | Drapeau de l'Italie           | Sculpteur italien.                                    | 77    |        |
| 12 janvier  | Frédéric Martens                                  | Drapeau de l'Italie           | Photographe italien.                                  | 78    |        |
| 12 janvier  | William Steele                                    | Drapeau des États-Unis        | Général américain.                                    | 65    |        |
| 12 janvier  | Auguste de Wurtemberg                             | Drapeau de l'Allemagne        | Général allemand.                                     | 71    |        |
| 13 janvier  | Joseph Arnaud                                     | Drapeau de la France          | Homme politique français.                             | 83    |        |
| 13 janvier  | Schuyler Colfax                                   | Drapeau des États-Unis        | Homme politique américain.                            | 61    |        |
| 13 janvier  | Charles Fleury                                    | Drapeau de la France          | Homme politique français.                             | 65    |        |
| 13 janvier  | Gilbert Girouard                                  | Drapeau du Canada             | Homme politique canadien.                             | 38    |        |
| 13 janvier  | Jules Isaac                                       | Drapeau de la Belgique        | Homme politique belge.                                | 54    |        |
| 14 janvier  | Armand Cambon                                     | Drapeau de la France          | Peintre français.                                     | 65    |        |
| 14 janvier  | Philetus Norris                                   | Drapeau des États-Unis        | Surintendant du parc national de Yellowstone.         | 63    |        |
| 14 janvier  | François Élie Roudaire                            | Drapeau de la France          | Géographe français.                                   | 48    |        |
| 14 janvier  | Saint-Amand                                       | Drapeau de la France          | Dramaturge français.                                  | 87    |        |
| 14 janvier  | Benjamin Silliman Jr.                             | Drapeau des États-Unis        | Chimiste américain.                                   | 68    |        |
| 15 janvier  | Thomas Cochrane                                   | Drapeau du Royaume-Uni        | Noble britannique.                                    | 70    |        |
| 15 janvier  | Antoine Dufour                                    | Drapeau de la France          | Homme politique français.                             | 76    |        |
| 16 janvier  | Edmond About                                      | Drapeau de la France          | Écrivain, journaliste et critique d'art français.     | 56    |        |
| 17 janvier  | Frederick Gustavus Burnaby                        | Drapeau du Royaume-Uni        | Officier de renseignement britannique.                | 42    |        |
| 17 janvier  | Achille Chéreau                                   | Drapeau de la France          | Médecin et biographe français.                        | 67    |        |
| 17 janvier  | Victor Leclaire                                   | Drapeau de la France          | Peintre français.                                     | 54    |        |
| 17 janvier  | Marie Antonia París y Riera                       | Drapeau de l'Espagne          | Religieuse espagnole.                                 | 71    |        |
| 17 janvier  | Antoine Claude Ponthus-Cinier                     | Drapeau de la France          | Peintre français.                                     | 72    |        |
| 18 janvier  | Jean Denoize                                      | Drapeau de la France          | Homme politique français.                             | 83    |        |
| 18 janvier  | Charles Downing                                   | Drapeau des États-Unis        | Horticulteur et essayiste américain.                  | 82    |        |
| 18 janvier  | Édouard Kratz                                     | Drapeau de la France          | Homme politique français.                             | 81    |        |
| 19 janvier  | Georgiana Fullerton                               | Drapeau du Royaume-Uni        | Écrivaine britannique.                                | 72    |        |
| 19 janvier  | Udo von Tresckow                                  | Drapeau de l'Allemagne        | Général d'infanterie allemand.                        | 76    |        |
| 20 janvier  | Joseph Bütler                                     | Drapeau de la Suisse          | Peintre suisse.                                       | 62    |        |
| 21 janvier  | John Gwyn Jeffreys                                | Drapeau du Royaume-Uni        | Conchyliologiste britannique.                         | 76    |        |
| 22 janvier  | Charles Godfrey Gunther                           | Drapeau des États-Unis        | Homme politique américain.                            | 62    |        |
| 22 janvier  | Kalikst Wolski                                    | Drapeau de la Pologne         | Écrivain voyageur polonais.                           | 68/69 |        |
| 23 janvier  | Félix Clément                                     | Drapeau de la France          | Organiste et musicologue français.                    | 63    |        |
| 23 janvier  | Derval                                            | Drapeau de la France          | Acteur français.                                      | 83    |        |
| 23 janvier  | Gabriel Guillemot                                 | Drapeau de la France          | Journaliste, auteur dramatique et romancier français. | 51    |        |
| 24 janvier  | Antoine Brossard                                  | Drapeau de la France          | Architecte français.                                  | 84    |        |
| 24 janvier  | Martin Delany                                     | Drapeau des États-Unis        | Abolitionniste américain.                             | 72    |        |
| 24 janvier  | Louis Paul Pierre Dumont                          | Drapeau de la France          | Peintre et illustrateur français.                     | 62    |        |
| 25 janvier  | Louis Langomazino                                 | Drapeau de la France          | Militant républicain français.                        | 64    |        |
| 25 janvier  | Jean-Jacques Denis Mauron                         | Drapeau de la Suisse          | Homme politique suisse.                               | 74    |        |
| 25 janvier  | John H. Munroe                                    | Drapeau du Canada             | Homme politique canadien.                             | 64/65 |        |
| 26 janvier  | Paul Pavlovitch Demidoff                          | Drapeau de l'Empire russe     | Industriel et diplomate russe.                        | 45    |        |
| 26 janvier  | Charles Gordon                                    | Drapeau du Royaume-Uni        | Général britannique.                                  | 51    |        |
| 27 janvier  | Andreas Bruce                                     | Drapeau de la Suède           | Écrivain suédois.                                     | 76    |        |
| 27 janvier  | Ernst Deger                                       | Drapeau de l'Allemagne        | Peintre allemand.                                     | 75    |        |
| 27 janvier  | Charles du Trémolet de Lacheisserie               | Drapeau de la France          | Homme politique français.                             | 84    |        |
| 28 janvier  | Georges Wenner                                    | Drapeau de la France          | Facteur d'orgues français.                            | 65    |        |
| 29 janvier  | Jean-Charles Abbatucci                            | Drapeau de la France          | Homme politique français.                             | 68    |        |
| 29 janvier  | Michel Renaud                                     | Drapeau de la France          | Homme politique français.                             | 72    |        |
| 29 janvier  | Émile Tarbouriech                                 | Drapeau de la France          | Homme politique français.                             | 73    |        |
| 29 janvier  | Charles Emmanuel Raphaël Théry de Gricourt        | Drapeau de la France          | Homme politique français.                             | 71    |        |
| 30 janvier  | Theobald von Oer                                  | Drapeau de l'Allemagne        | Peintre, illustrateur et aquafortiste allemand.       | 77    |        |
| 30 janvier  | Marie-Clément de Reignié                          | Drapeau de la France          | Homme politique français.                             | 57    |        |
| 30 janvier  | Charles Vatel                                     | Drapeau de la France          | Historien et collectionneur d'art français.           | 68    |        |